# پایگاه نیرو هوایی تینکر
پایگاه نیرو هوایی تینکر  (به انگلیسی: Tinker Air Force Base) یک فرودگاه است . این فرودگاه در شهر اکلاهوما سیتی کشور ایالات متحده آمریکا قرار دارد .